# Oxylides faunus
Oxylides faunus är en fjärilsart som beskrevs av Dru Drury 1773. Oxylides faunus ingår i släktet Oxylides och familjen juvelvingar. IUCN kategoriserar arten globalt som livskraftig. Inga underarter finns listade i Catalogue of Life.

## Bildgalleri

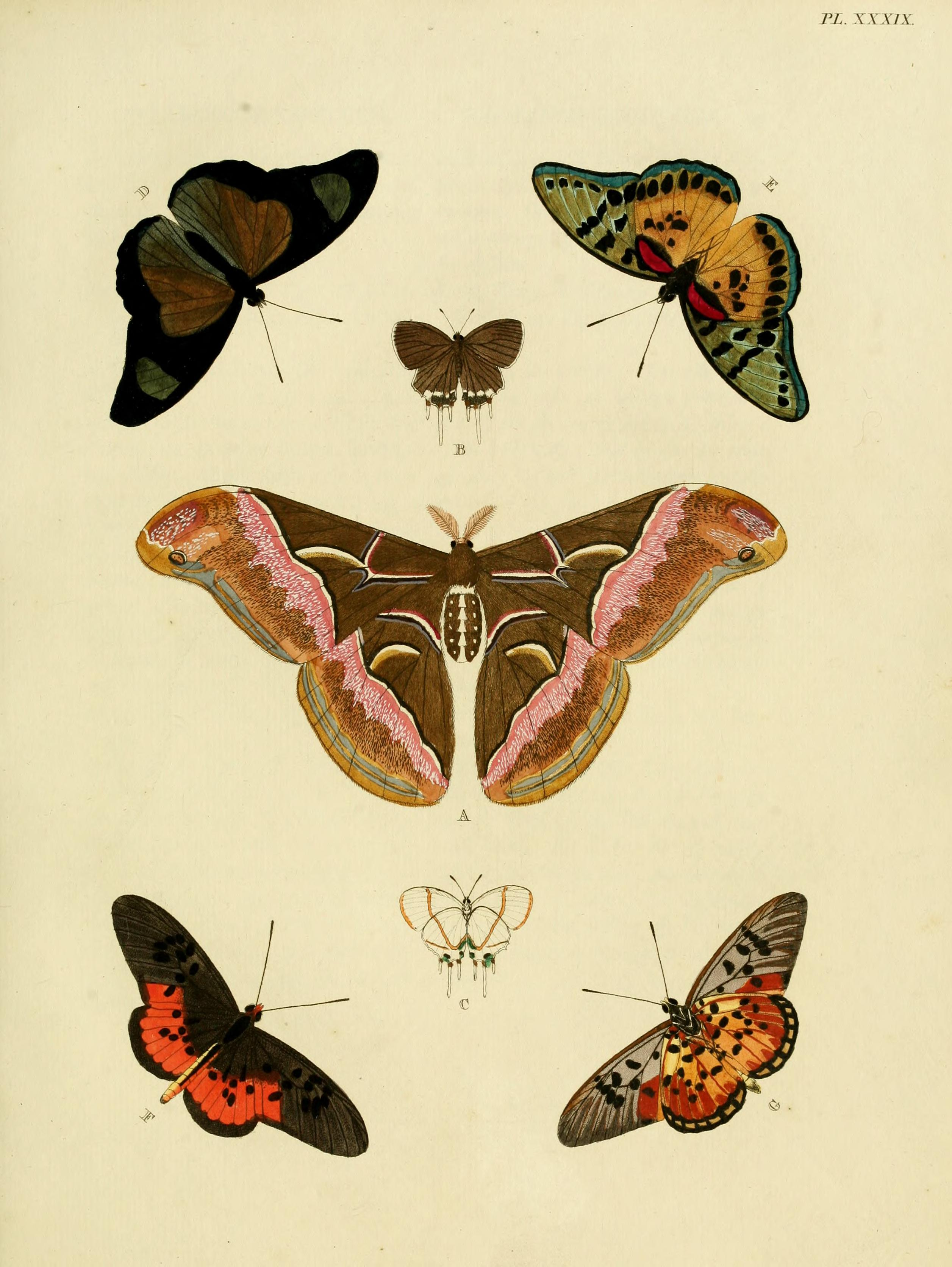
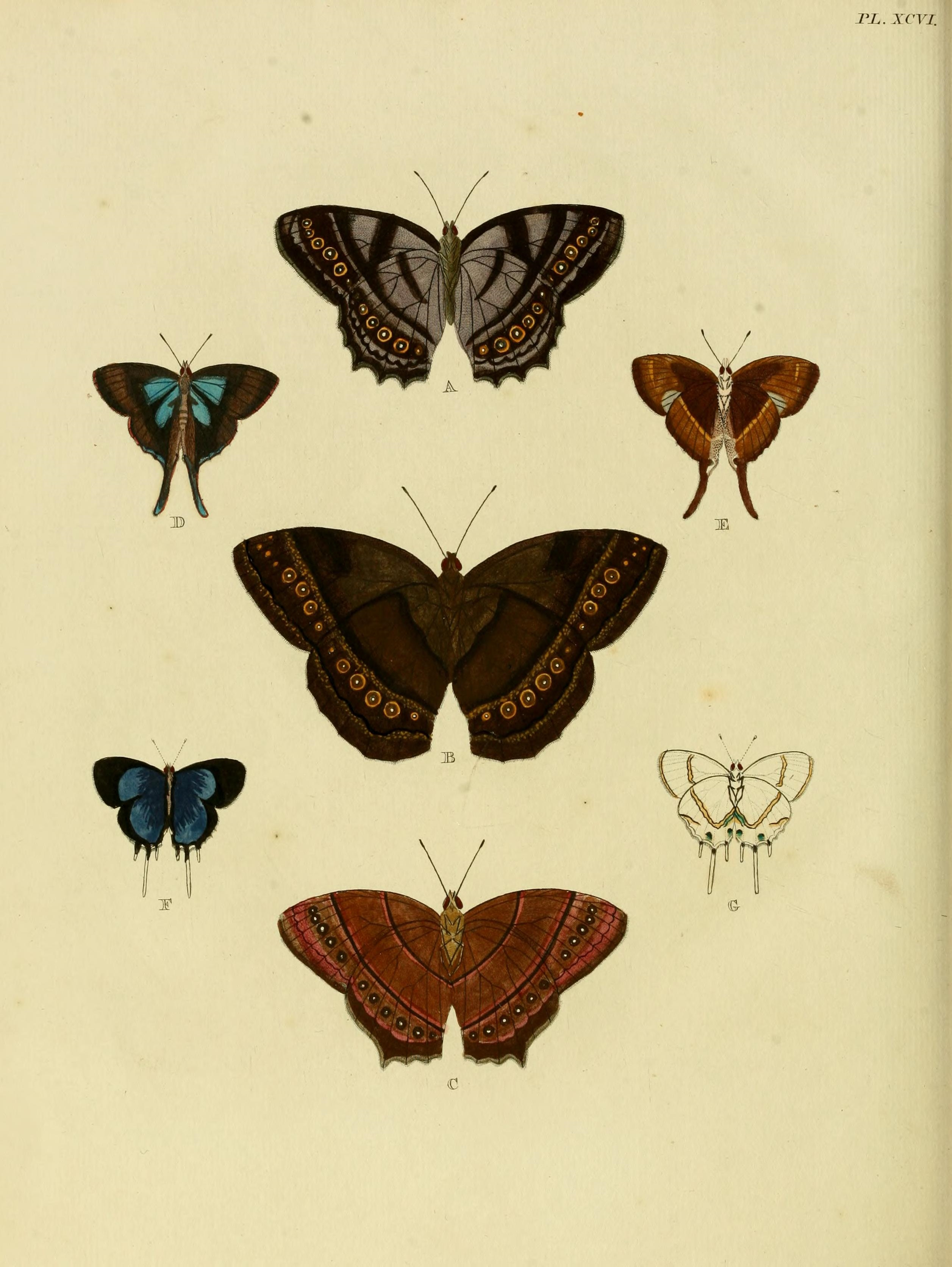
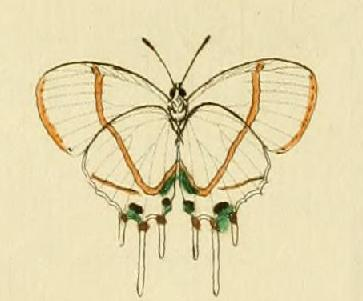
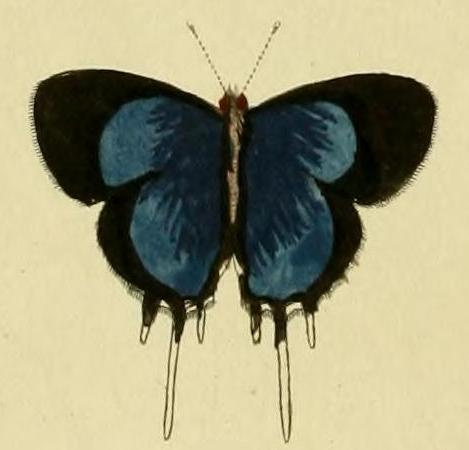
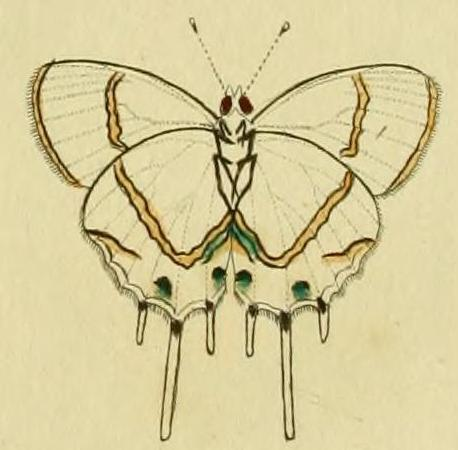